# Facundo Pellistri
Facundo Pellistri Rebollo (sinh ngày 20 tháng 12 năm 2001) là một cầu thủ bóng đá chuyên nghiệp người Uruguay hiện đang chơi ở vị trí tiền vệ cánh cho Manchester United .

## Sự nghiệp
Pellistri là một học viên tốt nghiệp học viện trẻ của Peñarol và đã chơi cho đội trẻ với River Plate Montevideo và La Picada. Anh có trận ra mắt đội một vào ngày 11 tháng 8 năm 2019 trong trận hòa 2–2 của Peñarol trước Defensor Sporting. Anh ghi bàn thắng đầu tiên vào ngày 6 tháng 11 năm 2019 trong chiến thắng 3–1 trước Cerro.

### Manchester United
Ngày 5 tháng 10 năm 2020, Pellistri gia nhập Manchester United, mức phí chuyển nhượng được cho là khoảng 10 triệu €.

#### Cho mượn tại Alavés
Ngày 31 tháng 1 năm 2021, Pellistri gia nhập Deportivo Alavés theo dạng cho mượn trong phần còn lại của mùa giải.
Cho mượn tại Granada
Ngày 31 tháng 1 năm 2024, Pellistri gia nhập Granada  theo dạng cho mượn cho đến cuối mùa giải. Vào ngày 11 tháng 2, Pellistri ghi dấu ấn với bàn thắng đầu tiên cho Granada trong một trận cầu với Barcelona, với tỉ số sau cùng là một trận hoà 3-3.

## Thống kê sự nghiệp

### Câu lạc bộ
Tính đến ngày 24 tháng 5 năm 2024
| Câu lạc bộ             | Mùa giải            | Giải vô địch               | Giải vô địch | Giải vô địch | Cúp quốc gia | Cúp quốc gia | Cúp liên đoàn | Cúp liên đoàn | Châu lục | Châu lục | Khác | Khác | Tổng cộng | Tổng cộng |
| Câu lạc bộ             | Mùa giải            | Hạng đấu                   | Trận         | Bàn          | Trận         | Bàn          | Trận          | Bàn           | Trận     | Bàn      | Trận | Bàn  | Trận      | Bàn       |
| ---------------------- | ------------------- | -------------------------- | ------------ | ------------ | ------------ | ------------ | ------------- | ------------- | -------- | -------- | ---- | ---- | --------- | --------- |
| Peñarol                | 2019                | Uruguayan Primera División | 18           | 1            | —            | —            | —             | —             | 0        | 0        | 2    | 0    | 20        | 1         |
| Peñarol                | 2020                | Uruguayan Primera División | 12           | 0            | —            | —            | —             | —             | 5        | 1        | —    | —    | 17        | 1         |
| Peñarol                | Tổng cộng           | Tổng cộng                  | 30           | 1            | 0            | 0            | 0             | 0             | 5        | 1        | 2    | 0    | 37        | 2         |
| U-21 Manchester United | 2020–21             | —                          | —            | —            | —            | —            | —             | —             | —        | —        | 2    | 1    | 2         | 1         |
| Manchester United      | 2020–21             | Premier League             | 0            | 0            | 0            | 0            | 0             | 0             | 0        | 0        | —    | —    | 0         | 0         |
| Manchester United      | 2021–22             | Premier League             | 0            | 0            | 0            | 0            | 0             | 0             | 0        | 0        | —    | —    | 0         | 0         |
| Manchester United      | 2022–23             | Premier League             | 4            | 0            | 1            | 0            | 2             | 0             | 3        | 0        | —    | —    | 10        | 0         |
| Manchester United      | 2023–24             | Premier League             | 9            | 0            | 1            | 0            | 1             | 0             | 3        | 0        | —    | —    | 14        | 0         |
| Manchester United      | Tổng cộng           | Tổng cộng                  | 13           | 0            | 2            | 0            | 3             | 0             | 6        | 0        | —    | —    | 24        | 0         |
| Alavés (mượn)          | 2020–21             | La Liga                    | 3            | 0            | 0            | 0            | —             | —             | —        | —        | —    | —    | 3         | 0         |
| Alavés (mượn)          | 2021–22             | La Liga                    | 21           | 0            | 2            | 0            | —             | —             | —        | —        | —    | —    | 23        | 0         |
| Alavés (mượn)          | Tổng cộng           | Tổng cộng                  | 33           | 0            | 2            | 0            | —             | —             | —        | —        | —    | —    | 35        | 0         |
| Granada (mượn)         | 2023–24             | La Liga                    | 15           | 2            | —            | —            | —             | —             | —        | —        | —    | —    | 15        | 2         |
| Tổng cộng sự nghiệp    | Tổng cộng sự nghiệp | Tổng cộng sự nghiệp        | 91           | 3            | 4            | 0            | 3             | 0             | 11       | 1        | 5    | 1    | 114       | 5         |

1. ↑  Một trận ra sân tại Torneo Clausura và 1 trận tại Championship play-off.
2. ↑  Số trận ra sân tại Copa Libertadores
3. ↑  Số trận ra sân tại EFL Trophy
4. ↑  Số lần ra sân tại UEFA Europa League
5. ↑  Số lần ra sân tại UEFA Champions League

### Quốc tế
Tính đến ngày 13 tháng 7 năm 2024
| Đội tuyển quốc gia | Năm       | Trận | Bàn |
| ------------------ | --------- | ---- | --- |
| Uruguay            | 2022      | 10   | 0   |
| Uruguay            | 2023      | 8    | 0   |
| Uruguay            | 2024      | 8    | 2   |
| Tổng cộng          | Tổng cộng | 26   | 2   |

Bàn thắng và kết quả của Uruguay được để trước.
| # | Ngày                | Địa điểm                                      | Đối thủ | Bàn thắng | Kết quả | Giải đấu          |
| - | ------------------- | --------------------------------------------- | ------- | --------- | ------- | ----------------- |
| 1 | 5 tháng 6 năm 2024  | Empower Field at Mile High, Denver, Hoa Kỳ    | México  | 2–0       | 4–0     | Giao hữu          |
| 2 | 27 tháng 6 năm 2024 | Sân vận động MetLife, East Rutherford, Hoa Kỳ | Bolivia | 1–0       | 5–0     | Copa América 2024 |